# Norton Strange Townshend

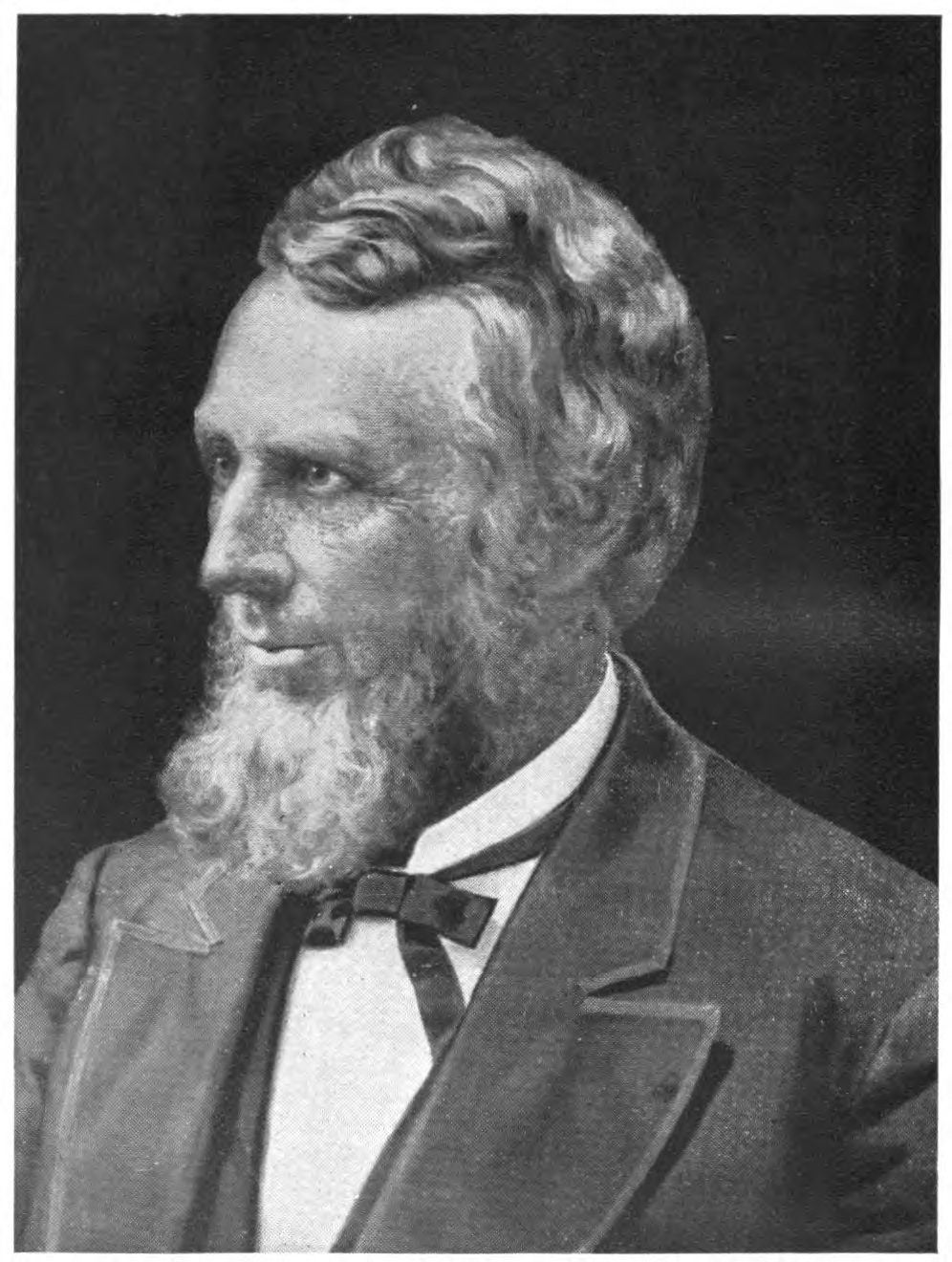
Norton Strange Townshend

Norton Strange Townshend (* 25. Dezember 1815 in Clay Coton, Daventry District, England; † 13. Juli 1895 in Columbus, Ohio) war ein US-amerikanischer Politiker der Demokratischen Partei. Von 1851 bis 1853 war er Mitglied des Repräsentantenhauses der Vereinigten Staaten für den 21. Kongressdistrikt des Bundesstaates Ohio.

## Biografie
Norton Strange Townshend wurde in Clay Coton in England geboren. 1830 migrierte er mit seiner Familie in die USA. Sie ließen sich in Avon in Ohio nieder. Mit der Bibliothek seines Vaters unterrichtete er sich selbst. Für kurze Zeit besuchte er aber auch eine öffentliche Schule. An der Columbia University schloss er 1840 sein Medizinstudium ab. Bevor er 1841 seine Arztpraxis in Avon eröffnete, war er Hospitant an Krankenhäusern in London, Paris, Edinburgh und Dublin. Er zog um nach Elyria. Im Repräsentantenhaus von Ohio saß er von 1848 bis 1849. 
Als Nachfolger von Joseph M. Root wurde er 1850 als Vertreter des 21. Distrikts von Ohio ins US-Repräsentantenhaus gewählt. Dort saß er bis 1853. Von 1854 bis 1855 saß er im Senat von Ohio. Während des Sezessionskrieges war Townshend zuletzt im Range eines Lieutenant Colonel als Medizinischer Inspektor tätig. An der Ohio State University wurde er 1873 Professor für Agrarwissenschaften, nachdem er nach seinem Rückzug aus der Politik sich mit der Landwirtschaft beschäftigt hatte. 1892 wurde er emeritiert. 
Norton Strange Townshend starb 1895 in Columbus und wurde auf dem Protestant Cemetery beigesetzt.